# Карл Анселм фон Турн и Таксис
Карл Анселм фон Турн и Таксис (на немски: Karl Anselm von Thurn und Taxis; * 2 юни 1733 във Франкфурт на Майн; † 13 ноември 1805 във Винцер при Регенсбург) е 4. княз на Турн и Таксис (1773 – 1805) и от 1773 г. до смъртта си генерален наследствен пощенски майстер на имперската поща.
Той е най-възрастният син на княз Александер Фердинанд фон Турн и Таксис (1704 -1773) и първата му съпруга маркграфиня София Христина Луиза фон Бранденбург-Байройт (1710 – 1739), дъщеря на маркграф Георг Фридрих Карл фон Бранденбург-Байройт и Доротея фон Шлезвиг-Холщайн-Зондербург-Бек.
След смъртта на баща му на 17 март 1773 г. той става генерален пощенски майстер на имперската поща.
През 1765 г. той организира в Регенсбург масонската ложа Charles de la Constance. Князът е първият гросмайстер на ложата. Вторият гросмайстер става син му Карл Александер.
Карл Анселм помага на дворцовата музика в лятната резиденция дворец Таксис (Тругенхофен) и в главната резиденция в Регенсбург. Той умира на 13 ноември 1805 г. на 72 години във Винцер при Регенсбург, Бавария.

## Фамилия
Карл Анселм се жени на 3 септември 1753 г. в Щутгарт за братовчедката си херцогиня Августа Елизабет фон Вюртемберг (* 30 октомври 1734 в Щутгарт; † 4 юни 1787 в Хорнберг), дъщеря на фелдмаршал херцог Карл Александер фон Вюртемберг (1684 – 1737) и Мария Августа фон Турн и Таксис (1706 – 1756), дъщеря на княз Анселм Франц фон Турн и Таксис. След множество опита за самоубийство на съпругата му Августа Елизабет той е изгонва през януари 1776 г. под строг домашен арест в дворец Тругенхофен при Дишинген (по-късно преименуван на дворец Таксис) и след това в дворец Хорнберг в Шварцвалд, където тя умира на 4 юни 1787 г. Двамата имат децата:
- Мария Терезия (1757 – 1776), омъжена на 25 август 1774 в дворец Тругенхофен за княз Крафт Ернст фон Йотинген-Йотинген и Йотинген-Валерщайн (1748 – 1802)
- София Фридерика Доротея Хенриета (1758 – 1800), омъжена I. на 31 декември 17751 г. в Регенсбург за принц Хироним Винценц Радзивил († 1786), II. ок. 1795 г. за Казановски, III. ок. 1797 г. за граф Остророг
- Франц Йохан Непомук (1759 – 1760)
- Хенрика Каролина (1762 – 1784), омъжена на 21 април 1783 г. в Регенсбург за княз Йохан Алойз II фон Йотинген-Йотинген и Йотинген-Шпилберг (1758 – 1797)
- Александер Карл (1763 – 1763)
- Фридерика Доротея (1764 – 1764)
- Карл Александер (1770 – 1827), 5. княз на Турн и Таксис, женен на 25 май 1789 г. в Нойщрелиц за херцогиня Тереза Матилда фон Мекленбург-Щрелиц (1773 – 1839), дъщеря на велик херцог Карл II фон Мекленбург
- Фридрих Йохан Непомук (1772 – 1805), принц фон Турн и Таксис, неженен

Карл Анселм се жени след смъртта на съпругата си втори път през 1787 г. (морганатически) за Елизабет Хилдебранд фон Трайн, направена от курфюрста на 29 юли 1788 г. на Фрау фон Трайн. Тя е от Берхтесгаден, и е била прислужничка в техния двор. По-късно той я изгонва. Те имат един син:
- Николаус Йозеф Карл Август Кранц фон Трайн (1788 – 1851), офицер и писател (с псевдоним Фридрих фон Глайхен), на 1 август 1814 г. е направекн от баварския крал на господар фон Трайн, женен на 3 юли 1815 г. за Мария Анна Йозефина Хиацинта, фрайин фон Шьонпрун (1793 – 1855)